# Державна премія УРСР імені Тараса Шевченка — лауреати 1990 року
Державні премії УРСР імені Тараса Шевченка в галузі літератури, журналістики, мистецтва і архітектури 1990 року були присуджені спільною Постановою Центрального Комітету Компартії України і Ради Міністрів Української РСР № 53 від 5 березня 1990 р. за поданням Комітету по Державних преміях Української РСР імені Т. Г. Шевченка.

## Список лауреатів
| Галузь                                                     | Лауреат | Обґрунтування |
| ---------------------------------------------------------- | --- | --- |
| Література                                                 | Пушик Степан Григорович | за книгу «Страж-гора», роман «Галицька брама». |
| Теорія та історія літератури                               | Автор перекладу, передмови і приміток: Махновець Леонід Єфремович Редактор: Захарова Світлана Авдіївна Художники, автори макета: Юрчишин Володимир Іванович Кононенко Василь Андрійович Ільченко Любов Іванівна | за підготовку і випуск видання «Літопис руський». |
| Образотворче мистецтво                                     | Возницький Борис Григорович | за багатогранну роботу по збереженню, дослідженню і популяризації культурної спадщини.                                                                   |
| Концертно-виконавська діяльність                           | Державний Кубанський козачий хор (художній керівник В. Г. Захарченко) | за визначну роботу по збиранню та дослідженню українських народних пісень і танців, їх пропаганду в концертній діяльності у нашій країні та за кордоном. |
| Концертно-виконавська діяльність                           | Козловський Іван Семенович | за розвиток і збагачення української вокальної культури та концертні виступи останніх років.                                                             |
| За кращий твір літератури і мистецтва для дітей та юнацтва | Білоус Дмитро Григорович | за збірку поезій «Диво калинове». |